# Kubok Federacii SSSR
La Coppa delle Federazioni sovietiche (in russo Кубок Федерации футбола СССР?) è stata la coppa di Lega di calcio sovietica, i cui partecipanti erano esclusivamente le squadre del massimo campionato sovietico.

## Albo d'oro
| Anno | Vincitore     | Risultato | Finalista             |
| ---- | ------------- | --------- | --------------------- |
| 1986 | Dnepr         | 2-0       | Zenit San Pietroburgo |
| 1987 | Spartak Mosca | 4-1       | Metalist              |
| 1988 | Qairat        | 4-1       | Neftçi Baku           |
| 1989 | Dnepr         | 2-1       | Dinamo Minsk          |
| 1990 | Čornomorec'   | 2-0       | Dnipro                |

## Statistiche

### Per squadra
| Squadra               | Vittorie | Finali | Anni dei titoli |
| --------------------- | -------- | ------ | --------------- |
| Dnipro                | 2        | 1      | 1986, 1989      |
| Qairat                | 1        |        | 1988            |
| Spartak Mosca         | 1        |        | 1987            |
| Čornomorec'           | 1        |        | 1990            |
| Zenit San Pietroburgo |          | 1      |                 |
| Metalist              |          | 1      |                 |
| Neftçi Baku           |          | 1      |                 |
| Dinamo Minsk          |          | 1      |                 |

### Per repubblica sovietica
| Repubblica     | Vincitori | Finalisti | Squadre vincitrici          |
| -------------- | --------- | --------- | --------------------------- |
| RSS Ucraina    | 3         | 5         | Dnipro (2), Čornomorec' (1) |
| RSFS Russa     | 1         | 2         | Spartak Mosca (1)           |
| RSS Kazaka     | 1         | 1         | Qairat (1)                  |
| RSS Azera      |           | 1         |                             |
| RSS Bielorussa |           | 1         |                             |